# أبيجيل هاوك
أبيجيل هاوك (بالإنجليزية: Abigail Hawk)‏ هي ممثلة أمريكية، ولدت في القرن العشرين في ماريتا في الولايات المتحدة.

## وصلات خارجية
- أبيجيل هاوك على موقع IMDb (الإنجليزية)
- أبيجيل هاوك على موقع قاعدة بيانات الفيلم (الإنجليزية)